# Octavian Petrovici
Octavian Teodor Petrovici (n. 1903 Toracul Mic, Yugoslavia - m. 19 decembrie 1918, Cluj), a fost elev, membru voluntar al Gărzilor Naționale din Ardeal și martir la Cluj al Marii Uniri din 1918.
Octavian Petrovici s-a născut în 1903 în Toracul Mic din Bănat, astăzi în Serbia. 
A fost fiul lui Vichentie Petrovici și Paulina, năcută Oprean. 
A urmat liceul unitar, învățând în clasa V românește la ora de religie cu preotul Christea. 
A fost orfan și a fost crescut de o mătușă, Elena Moldovanu din Cluj. 
Alți 3 frați de ai lui au murit în război.
A fost înmormântat cu onoruri militare și ca martir al Marii Uniri în Cimitirul Central din Cluj pe 21 decembrie 1918.